# Handball-Landesliga Bayern
Die Landesliga Bayern wird vom Bayerischen Handballverband BHV organisiert und ist aktuell die fünfthöchste Spielklasse im deutschen Handball-Ligensystem. Als Unterbau der Landesliga dienen neun Bezirksoberligen. Im Gründungsjahr der Liga 1976 trug sie den Namen Landesklasse Bayern und war bis zur Einführung der 2. Bundesliga 1981 vierthöchste Liga. 
Neben der Landesliga Meisterschaft wird auch der Molten-CUP (BHV-Pokal) auf Landesebene ausgespielt. Der Cupsieger dieses Wettbewerbes ist Bayerischer Pokalsieger und für die Teilnahme am DHB-Amateur-Pokal qualifiziert. Die Finalisten des Amateur-Pokals sind für die folgende Saison zur Teilnahme am DHB-Pokal berechtigt. 
Ab der Saison 2024/25 wird die Landesliga von der Handball-Oberliga Bayern abgelöst.

## Geschichte
Der Ligastart war 1976 unter dem Namen Landesklasse Bayern, ein Jahr darauf wurde sie als Verbandsliga Bayern und ab der Saison 1998/99 in Landesliga Bayern umbenannt. Von 1976/77 bis 1980/81 war sie als vierthöchste Spielklasse eingestuft. Die Landesliga teilte sich bis 2019/20 und wieder ab 2022/23 in die Gruppen Nord und Süd auf. Dabei qualifizierten sich jeweils die Gruppenmeister für die Bayernliga und die Tabellenzweiten spielten in der Relegation einen weiteren Aufsteiger aus. Als Unterbau der Landesliga dienen die bayerischen Bezirksoberligen aus Unterfranken, Oberfranken, Mittelfranken, Ostbayern, Schwaben, Altbayern, Alpenvorland, Oberbayern und Aschaffenburg/Miltenberg.

## Handball-Oberliga Bayern
Mit Beginn der Saison 2024/25 wird die Landesliga in Oberliga Bayern umbenannt, die ebenfalls wie die bisherige Landesliga in eine Nord und Südgruppe unterteilt wird. Die Aufstiegsrelegation in die nächsthöhere Liga, Regionalliga Bayern, entfällt, da nur noch die Staffelsieger Nord und Süd aufsteigen. Auch die OL-Bayern wird vom Bayerischen Handballverband (BHV) organisiert werden.

## Meister

Bereich des „Bayer. Handballverbandes“ (BHV)

### Meister Männer
| Saison | Meister Nord              | Vizemeister Nord        | Meister Süd            | Vizemeister Süd         |              |
| --- | ------------------------- | ----------------------- | ---------------------- | ----------------------- | ------------ |
| 2025/26 |                           |                         |                        |                         | 5. Liga      |
| 2024/25 | HBC Nürnberg              | ASV 1863 Cham           | TSV Ismaning           | TSV Haunstetten         | 5. Liga      |
| Saison | Meister Nord              | Vizemeister Nord        | Meister Süd            | Vizemeister Süd         | Oberliga     |
| 2023/24 | HSG Lauf/Heroldsberg      | TSV Roßtal              | SV Anzing              | TSV Ottobeuren          | 5. Liga      |
| 2022/23 | HC Erlangen III           | HBC Nürnberg            | TSV Simbach            | Dietmanns-/Altusried    | 5. Liga      |
| Saison | Meister Nord              | Meister Süd-West        | Meister Mitte-Ost      | Vizemeister Mitte-Ost   | Landesliga   |
| 2021/22 | TSV 2000 Rothenburg       | TSV Allach 09           | TSV Ismaning           | TSV Simbach             | 5. Liga      |
| Saison | Meister Nord              | Vizemeister Nord        | Meister Süd            | Vizemeister Süd         | Landesliga   |
| 2020/21 | TSV 2000 Rothenburg       | HSG 2020 Fichtelgebirge | TSV Ismaning           | TSV Simbach             | 5. Liga      |
| 2019/20 | ASV 1863 Cham             | TV Roßtal               | TSV Haunstetten        | Eichenauer SV           | 5. Liga      |
| 2018/19 | TG 1861 Heidingsfeld      | ASV Cham                | SV Anzing              | TuS Fürstenfeldbruck II | 5. Liga      |
| 2017/18 | SG Regensburg             | HSG Lauf/Heroldsberg    | HSG Würm-Mitte         | Eichenauer SV           | 5. Liga      |
| 2016/17 | TSV 2000 Rothenburg       | TG 1861 Heidingsfeld    | TSV Ismaning           | TSV Ottobeuren          | 5. Liga      |
| 2015/16 | TSV 1846 Lohr             | TV Münchberg            | VfL Günzburg           | TSV Niederraunau        | 5. Liga      |
| 2014/15 | TV 1861 Erlangen-Bruck    | TSV Rothenburg          | TSV Allach 09          | TuS Fürstenfeldbruck II | 5. Liga      |
| 2013/14 | HC Erlangen III           | SG DJK Rimpar II        | HSG Kirchheim/Anzing   | TSV Friedberg II        | 5. Liga      |
| 2012/13 | HC Sulzbach-Rosenberg     | TSV Winkelhaid          | TSV Ismaning           | TSV Trudering           | 5. Liga      |
| 2011/12 | DJK Waldbüttelbrunn       | TG Landshut             | TSV Unterhaching       | TSV Ismaning 1928       | 5. Liga      |
| Saison | Meister Nord              | Vizemeister Nord        | Meister Süd            | Vizemeister Süd         | Landesliga   |
| 2010/11 | HC Sulzbach-Rosenberg     | HSC 2000 Coburg II      | TSV Simbach            | TSV Trudering           | 5. Liga      |
| 2009/10 | HC Erlangen II            |                         | TG Landshut            | TSV Unterhaching        | 5. Liga      |
| 2008/09 | TSV 2000 Rothenburg       | HBLZ Großwallstadt      | SSG Metten             | SV 08 Auerbach          | 5. Liga      |
| 2007/08 | TB 03 Roding              | TSV Rödelsee            | SC Freising            | TSV Göggingen           | 5. Liga      |
| 2006/07 | SG DJK Rimpar             | TSV Winkelhaid          | TSV Haunstetten        |                         | 5. Liga      |
| 2005/06 | HG Ansbach                | TB 03 Roding            | TSV Aichach            |                         | 5. Liga      |
| 2004/05 | SG DJK/SC Regensburg      | TV 1862 Helmbrechts     | TSV Niederraunau       |                         | 5. Liga      |
| 2003/04 | HG Kunstadt               |                         | TSV Aichach            | SC Freising             | 5. Liga      |
| 2002/03 | TSV 1846 Lohr             | TS 1887 Selb            | ASV Cham               | Kissinger SC            | 5. Liga      |
| 2001/02 | DJK Waldbüttelbrunn       | TS 1887 Selb            | TSV Simbach            | TSV Niederraunau        | 5. Liga      |
| 2000/01 | HSG Unterdürrbach/Veitsh. |                         | VfL Waldkraiburg       | TSV Landsberg           | 5. Liga      |
| 1999/00 | TSV 1860 Ansbach          | VfL Wunsiedel           | VfL Günzburg           |                         | 5. Liga      |
| 1998/99 | BSV 1898 Bayreuth         | VfB Forchheim           | TSV Landsberg          |                         | 5. Liga      |
| Saison | Meister Nord              | Vizemeister Nord        | Meister Süd            | Vizemeister Süd         | Verbandsliga |
| 1997/98 | TSV 1860 Ansbach          | HG Erlangen II          | TSV Ottobeuren         |                         | 5. Liga      |
| 1996/97 | HG Rothenburg             |                         | VfL Waldkraiburg       | TSV Aichach             | 5. Liga      |
| 1995/96 | TV Coburg-Neuses          | TVO Marktredwitz        | HG Ingolstadt          |                         | 5. Liga      |
| 1994/95 | VfL Wunsiedel             |                         | ETSV 09 Landshut       | TSV Unterhaching        | 5. Liga      |
| 1993/94 | SG DJK Rimpar             | HG Rothenburg           | TB 03 Roding           | TSV Simbach             | 5. Liga      |
| 1992/93 | TSV 1861 Zirndorf         | TS 1887 Selb            | MTSV Schwabing         | TSV Landsberg           | 5. Liga      |
| 1991/92 | SG Rödental               | VfL Wunsiedel           | TSV Trudering          | TG Landshut             | 5. Liga      |
| 1990/91 | TSV 1846 Lohr             | CSG Erlangen II         | TSV Milbertshofen II   | SG Augsburg-Hochzoll    | 5. Liga      |
| 1989/90 | 1. FC Nürnberg            | TG 1848 Kitzingen       | TB 03 Roding           |                         | 5. Liga      |
| 1988/89 | TG 1861 Heidingsfeld      | CSG Erlangen II         | SC Freising            | TuS Fürstenfeldbruck    | 5. Liga      |
| 1987/88 | TV 1877 Lauf              | Bayreuther TS 1861      | TV Eggenfelden         |                         | 5. Liga      |
| 1986/87 | BSV 1898 Bayreuth         | TG 1861 Heidingsfeld    | TSV Friedberg          | TSV Göggingen 1875      | 5. Liga      |
| 1985/86 | TSV 1861 Zirndorf         | CSG Erlangen            | ESV Ingolstadt-Ringsee | Post SV München         | 5. Liga      |
| 1984/85 | 1. FC Nürnberg            | HSC Bad Neustadt        | TG Landshut            | ETSV 09 Landshut        | 5. Liga      |
| 1983/84 | TSV 1846 Nürnberg         |                         | MTSV Schwabing II      | TSV Wertingen 1862      | 5. Liga      |
| 1982/83 | HG Erlangen               |                         | TV 1861 Rothenburg     | Regensburger TS         | 5. Liga      |
| 1981/82 | BSV 1898 Bayreuth         |                         | TSV München-Ost        | ESV Ingolstadt-Ringsee  | 5. Liga      |
| Saison | Meister Nord              | Vizemeister Nord        | Meister Süd            | Vizemeister Süd         | Verbandsliga |
| 1980/81 | TB 1888 Erlangen          | TS 1887 Selb            | TSV Gersthofen 1909    | TuS Fürstenfeldbruck    | 4. Liga      |
| 1980/81 | 3. Platz >                | ASV Pegnitz             | 3. Platz >             | ETSV 09 Landshut        | 4. Liga      |
| 1979/80 | VfL Wunsiedel             | ASV Pegnitz             | ASV 1863 Cham          | FC Bayern München       | 4. Liga      |
| 1978/79 | HSC Bad Neustadt          | TG 1861 Heidingsfeld    | MTSV Schwabing         | VfL Leipheim 1898       | 4. Liga      |
| 1977/78 | TSV 1860 Ansbach          | DJK Würzburg            | TSV Aichach            | TSV Schongau 1863       | Verbandsliga |
| 1976/77 | VfL Wunsiedel             | TSV 1846 Nürnberg       | TSV 1863 Marktoberdorf | TSV Aichach             | Landesklasse |
| 1975/76 | TV 1848 Erlangen          | TSV Lohr                | FC Augsburg (Handball) |                         | Verbandsliga |
| 1974/75 | VfL Bad Neustadt          |                         | FC Bayern München      |                         | 4. Liga      |
| 1973/74 | TV 1861 Erlangen-Bruck    |                         | ASV Rothenburg         | TSV Schongau            | 4. Liga      |
| 1972/73 | TSV Zirndorf              |                         | VfL Günzburg           |                         | 4. Liga      |
| 1971/72 | ASV Rothenburg            |                         |                        |                         | 4. Liga      |
| 1970/71 | TB 1888 Erlangen          |                         | TSV München-Ost        |                         | 4. Liga      |
| 1969/70 | TV 1848 Erlangen          |                         | SV 1880 München        |                         | 4. Liga      |
| Saison | Meister Nordbayern        |                         | Meister Südbayern      |                         | Verbandsliga |
| 1968/69 | 1. FC Nürnberg            |                         | FC Augsburg (Handball) |                         | 3. Liga      |
| 1967/68 | TG 1848 Würzburg          |                         | Regensburger TS        |                         | 3. Liga      |
| 1966/67 | TV 1860 Bamberg           |                         |                        |                         | 3. Liga      |
| 1965/66 | 1. FC Nürnberg            | TV Coburg-Neuses        | TSV Allach 09          | Post SV Regensburg      | 2. Liga      |
| 1964/65 | VfB Coburg 07             |                         | TSV 09 Landshut        |                         | 2. Liga      |
| 1963/64 | TV 1860 Bad Windsheim     |                         | TSV Partenkirchen      |                         | 2. Liga      |
| 1962/63 | 1. FC Nürnberg            |                         | TSV Allach 09          |                         | 2. Liga      |
| 1961/62 | TV Coburg-Neuses          |                         | TSV Milbertshofen      |                         | 3. Liga      |
| 1960/61 | TSV 1861 Zirndorf         |                         | MTSV Schwabing         |                         | 2. Liga      |
| 1959/60 | TG 1848 Würzburg          |                         | ESV München-Laim       |                         | 2. Liga      |
| 1958/59 | TV 1848 Erlangen          |                         | TSV 09 Landshut        |                         | 2. Liga      |
|  Die Verbandsliga wird 1998/99 in Landesliga Bayern umbenannt. 2020/21 Saisonabbruch wegen COVID-19-Pandemie. 2021/22 Liga wurde einmalig in die Gruppen Nord, Süd/West und Mitte/Ost eingeteilt - Aufsteiger in die Bayernliga fett gedruckt |                           |                         |                        |                         |              |

### Meister Frauen
| Saison | Meister Nord                  | Vizemeister Nord                  | Meister Süd              | Vizemeister Süd       |          |
| --- | ----------------------------- | --------------------------------- | ------------------------ | --------------------- | -------- |
| 2025/26 |                               |                                   |                          |                       | 5. Liga  |
| 2024/25 | HaSpo Bayreuth                | HC Sulzbach-Rosenberg             | FC Bayern München        | HC Donau/Paar         | 5. Liga  |
| Saison | Meister Nord                  | Vizemeister Nord                  | Meister Süd              | Vizemeister Süd       | Oberliga |
| 2023/24 | TSV Wendelstein               | HSG Pleichach                     | TSV Herrsching           | HCD Gröbenzell II     | 5. Liga  |
| 2022/23 | SG Helmbrechts / Münchberg    | TV 1861 Erlangen-Bruck            | TSV Vaterstetten         | TSV Simbach           | 5. Liga  |
| 2021/22 | HSG Pleichach                 | TSV Schwabmünchen (Meister Mitte) | TG Landshut              | TSV Simbach           | 5. Liga  |
| 2020/21 | HSG Mainfranken               | HC Forchheim                      | HCD Gröbenzell II        | TSV Aichach           | 5. Liga  |
| 2019/20 | ESV 27 Regensbg. II           | Post SV Nürnberg                  | HT München               | SV München-Laim       | 5. Liga  |
| 2018/19 | TSV Winkelhaid                | VfL Günzburg                      | TSV EBE Forst United     | SV München-Laim       | 5. Liga  |
| 2017/18 | HSG Freising-Neufahrn         | MTV Stadeln                       | TSV Haunstetten II       | TSV Vaterstetten      | 5. Liga  |
| 2016/17 | SG Mintraching / Neutraubling | SC 04 Schwabach                   | HG Ingolstadt            | TG Landshut           | 5. Liga  |
| 2015/16 | 1. FCN (Handball)             | HC Sulzbach-Rosenberg             | HSG Würm-Mitte           | HSG Freising-Neufahrn | 5. Liga  |
| 2014/15 | HC Erlangen                   | SG DJK Rimpar                     | TSV Ottobeuren           | HG Ingolstadt         | 5. Liga  |
| 2013/14 | SG Garitz/Nüdlingen           | HC Cadolzburg                     | HSG Dietmanns-/Altusried | TSV Haunstetten II    | 5. Liga  |
| 2012/13 | TSV Winkelhaid                | ESV 27 Regensbg. II               | ASV Dachau               | SC Freising           | 5. Liga  |
| 2011/12 | HG Zirndorf                   |                                   | TSV Ottobeuren           | SV-DJK Taufkirchen    | 5. Liga  |
| 2010/11 | SG Garitz/Nüdlingen           |                                   | SG Kissing/Friedberg     | TSG 1885 Augsburg     | 5. Liga  |
| 2009/10 | TS Herzogenaurach             | HSG 2020 Fichtelgebirge           | ESV Neuaubing            |                       | 5. Liga  |
|  2020/21 Saisonabbruch wegen COVID-19-Pandemie. 2020/22 Liga wurde einmalig in die Gruppen Nord, Mitte und Süd eingeteilt. - Aufsteiger in die Bayernliga fett gedruckt |                               |                                   |                          |                       |          |